# Luțca, Neamț
Luțca este un sat în comuna Sagna din județul Neamț, Moldova, România. Se află la 7 km de municipiul Roman pe albia râului Siret.
 Acest articol despre o localitate din județul Neamț este deocamdată un ciot. Puteți ajuta Wikipedia prin completarea lui.